# 中村雀右衛門 (初代)
初代 中村 雀右衛門（しょだい なかむら じゃくえもん、文化3年（1806年） - 明治4年8月18日（1871年10月2日））は、幕末の歌舞伎役者。屋号は江戸屋。俳名に芝斗・我升がある。
大坂に生まれ、四代目中村歌右衛門の門人となる。子役の頃から中村源次の名で敵役を務め、文政11年（1828年）正月より中村芝蔵と改名し中芝居に出る。同年師匠と共に江戸下る。天保5年（1834年）には大坂に戻り大芝居に出る。その後も大西芝居で大役を務めたがあまりぱっとせず、弘化3年（1846年）春に名古屋で中村儀左衛門と改名した。嘉永3年（1851年）11月にはまた帰坂し中村雀右衛門と改名。この頃が一番活躍した時期で、評判記では実悪で大上上吉の評価を受けている。
晩年は「実悪の開山」の異名をとった。当たり役は『仮名手本忠臣蔵』の加古川本蔵など。